# Rupert, Idaho
Rupert är en stad (city) i Minidoka County, i delstaten Idaho, USA. Enligt United States Census Bureau har staden en folkmängd på 5 578 invånare (2011) och en landarea på 5,4 km². Rupert är huvudort i Minidoka County.